# Gończy bałkański
Gończy bałkański – jedna z ras psów, należąca do grupy psów gończych i posokowców, zaklasyfikowana do sekcji psów gończych.

## Krótki rys historyczny
Rasa powstała około 1000 roku p.n.e. Jej przodkowie prawdopodobnie przywędrowali na Bałkany z Egiptu razem z Fenicjanami.

## Użytkowość
Wspaniały tropiciel w różnorodnym terenie. Sprawdza się zarówno w polowaniach na drobną zwierzynę typu zające, jak i na większą, np. dzika. Poluje w sforze.

## Charakter i temperament
Aktywny, pilny i pojętny.

## Wygląd
Umaszczenie jest podpalane, z czarnym czaprakiem i czarnymi znakami nad oczami. Sierść krótka. Głowa jest stosunkowo długa, z płaską czaszką i zaokrąglonymi, zwisającymi uszami. Łopatki i kończyny muskularne. Stopy mocne i zaokrąglone.

## Popularność
Rasa mało znana.